# Байрамич (град)
Вижте пояснителната страница за други значения на Байрамич.
Байрамич (на турски: Bayramiç) е град, околийски център във вилает Чанаккале, в западната част на Република Турция. Според преброяването от 2000 г. населението на областта е 32 314, от които 13 420 живеят в град Байрамич. Областта обхваща площ от 1284 km 2. Градът се намира на надморска височина от 107 m (351 фута).